# Spilosoma procera
Spilosoma procera är en fjärilsart som beskrevs av Swinhoe 1910. Spilosoma procera ingår i släktet Spilosoma och familjen björnspinnare. Inga underarter finns listade i Catalogue of Life.